# HomeSense
HomeSense est un détaillant canadien d'articles de décoration pour la maison. Il appartient au groupe américain TJX. Le premier magasin Homesense a été ouvert en 2001 et la chaîne compte plus d'une centaine de commerces. Cette bannière HomeSense est dans la même famille que Winners.
HomeSense inaugure ses premiers magasins irlandais à Dublin et Cork en juin 2017,.
HomeSense est aussi présent aux États-Unis et propose un plus grand choix de meubles, d'œuvres d'art et de luminaires que les magasins HomeGoods de TJX. HomeSense a ouvert son premier établissement américain à Framingham dans le Massachusetts en août 2017. Il s'agit de la même municipalité du siège social de sa société-mère TJX Les projets futurs de la chaîne prévoient l'ouverture de 400 magasins supplémentaires dans ce pays. Plus tard dans le mois, l'entreprise a annoncé son intention d'ouvrir deux autres magasins dans le New Jersey, à East Hanover et Neptune. Une autre succursale du Massachusetts à Westwood ouvre le 9 novembre 2017.